# Peumerit
Peumerit (bretonisch Purid) ist eine französische Gemeinde im Département Finistère in der Region Bretagne mit 903 Einwohnern (Stand 1. Januar 2022). Sie gehört zum Arrondissement Quimper und zum Kanton Plonéour-Lanvern.

## Lage
Die Gemeinde Peumerit liegt 18 Kilometer westsüdwestlich von Quimper und fünf Kilometer von der Atlantikküste entfernt. Brest liegt 50 Kilometer nördlich von Peumerit.
Bei Quimper befinden sich die nächsten Abfahrten an der Schnellstraße E 60 (Brest–Nantes) und ein Regionalbahnhof an der überwiegend parallel verlaufenden Bahnlinie.

## Bevölkerungsentwicklung
| Jahr                       | 1962 | 1968 | 1975 | 1982 | 1990 | 1999 | 2010 | 2020 |
| Einwohner                  | 1011 | 884  | 739  | 755  | 729  | 663  | 781  | 865  |
| Quellen: Cassini und INSEE |      |      |      |      |      |      |      |      |

## Sehenswürdigkeiten
Im Zoo von La Pommeraie wurden zwei in Kerloazec liegend gefundene Menhire aufgestellt.
Siehe auch: Liste der Monuments historiques in Peumerit

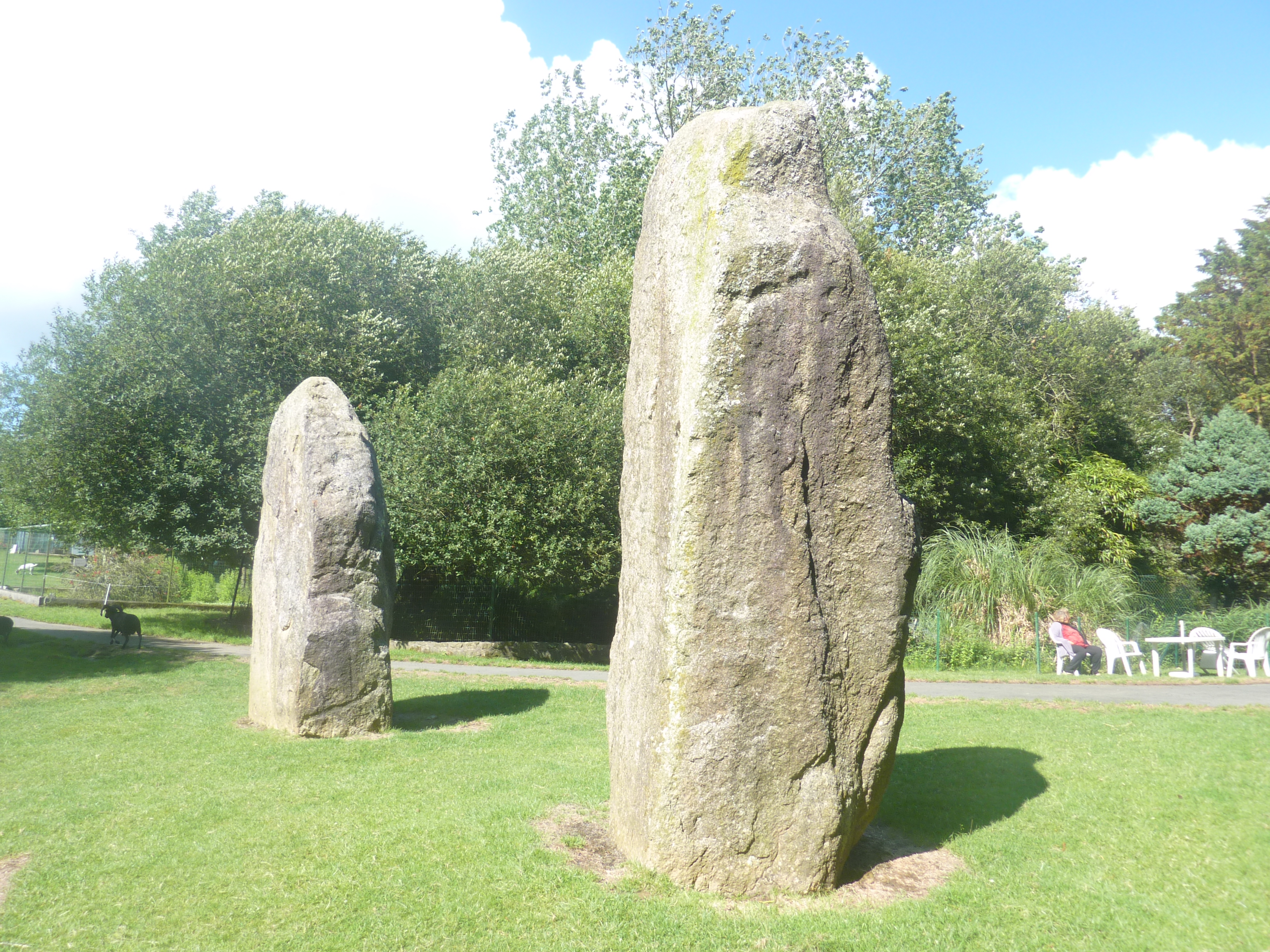
Menhire von Kerloazec im Zoo La Pommeraie
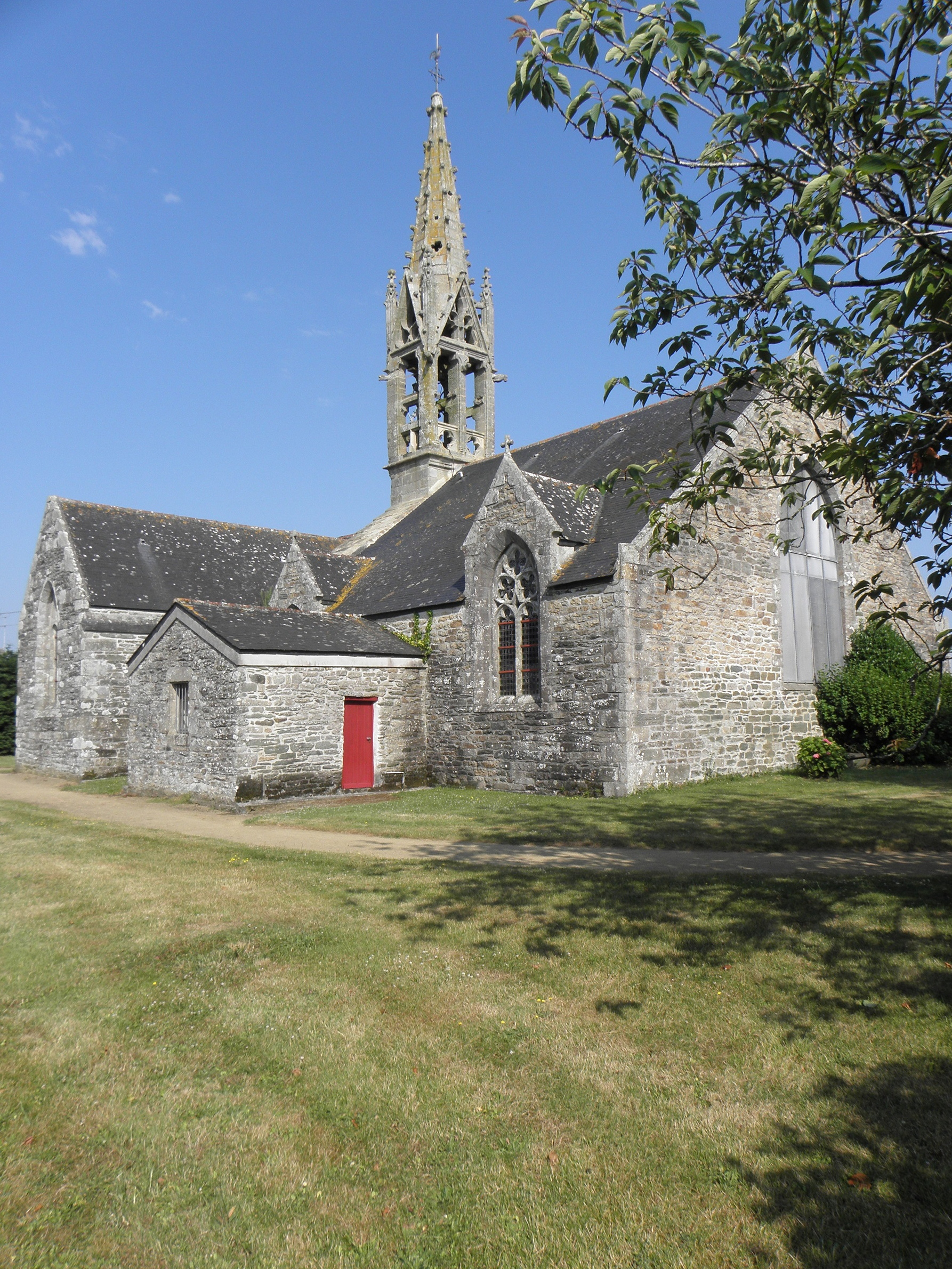
Kirche Saint-Annouarn
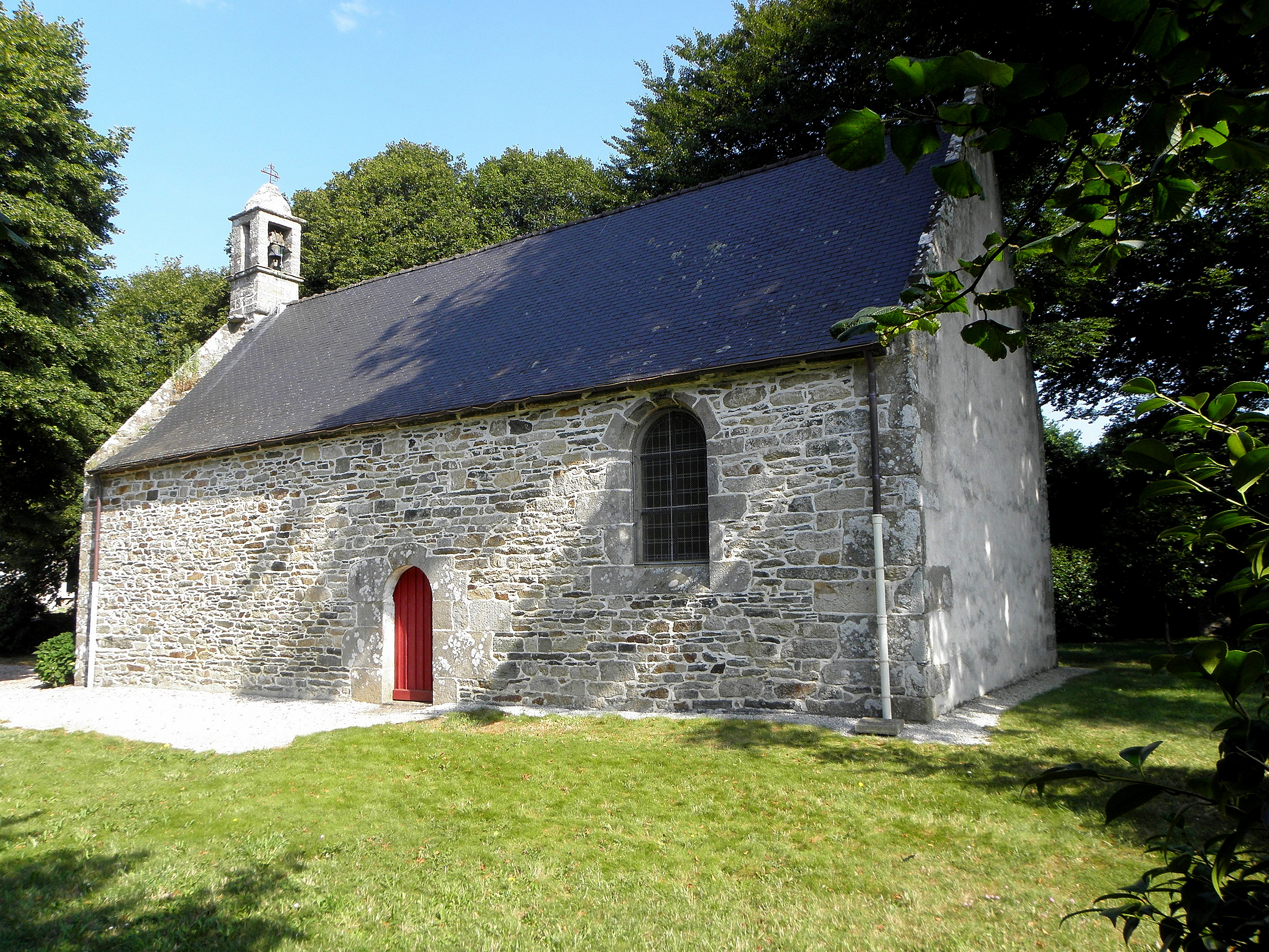
Kapelle Saint-Joseph
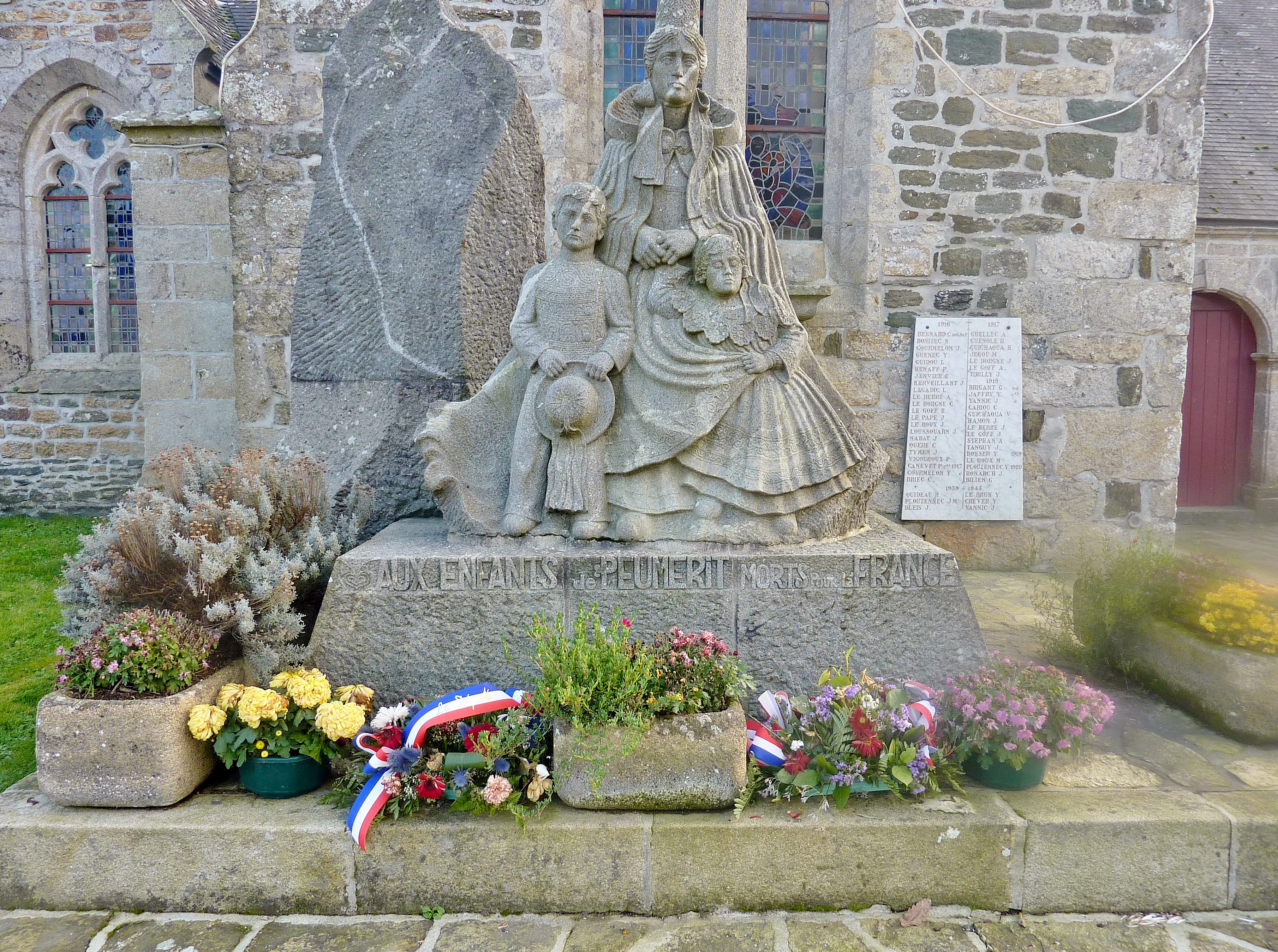
Gefallenendenkmal

## Persönlichkeiten
- Jean Cariou (1870–1951), Vielseitigkeits- und Springreiter
- Ambroise Guellec (* 1941), Politiker